# Městská občina Velenje
Městská občina Velenje je jednou z 212 občin ve Slovinsku. Nachází se v Savinjském regionu na území historického Dolního Štýrska. Občinu tvoří 25 sídel, její rozloha je 83,5 km² a k 1. lednu 2017 zde žilo 32 718 obyvatel. Správním střediskem občiny je město Velenje.

## Členění občiny
Občina se dělí na sídla: Arnače, Bevče, Črnova, Hrastovec, Janškovo selo, Kavče, Laze, Lipje, Lopatnik, Lopatnik pri Velenju, Ložnica, Paka pri Velenju, Paški Kozjak, Pirešica, Plešivec, Podgorje, Podkraj pri Velenju, Prelska, Silova, Šenbric, Škale, Škalske Cirkovce, Šmartinske Cirkovce, Velenje, Vinska Gora.